# Frøken Julie
 For alternative betydninger, se Frøken Julie (flertydig). (Se også artikler, som begynder med Frøken Julie)
Frøken Julie (svensk: Fröken Julie) er et drama af den svenske dramatiker August Strindberg. Værket havde som teaterforestilling sin uropførelse i 1888 på Skandinavisk Forsøgsteater i København.

## Filmatiseringer
Værket er blevet filmatiseret flere gange. 
I 1922 spillede Asta Nielsen hovedrollen i en tysk stumfilm.
Den svenske instruktør Alf Sjöberg instruerede en spillefilm Fröken Julie udgivet i 1951. Filmen blev tildelt Den Gyldne Palme ved Filmfestivalen i Cannes.
Gabriel Axel instruerede tv-spillet for DR-TV i 1956 med bl.a. Ingeborg Brams og Berthe Qvistgaard i hovedrollerne.
Kirsten Stenbæk skrev og instruerede i 1969 en parafrase over stykket i filmen Frk. Julie 1970.
Den danske instruktør Linda Wendel instruerede i 2011 filmen Julie baseret på skuespillet.